# Quadraceps obtusus
Quadraceps obtusus är en insektsart som först beskrevs av Kellogg och Kuwana 1902.  Quadraceps obtusus ingår i släktet Quadraceps, och familjen fjäderlöss. Arten är reproducerande i Sverige.